# Datortomografi

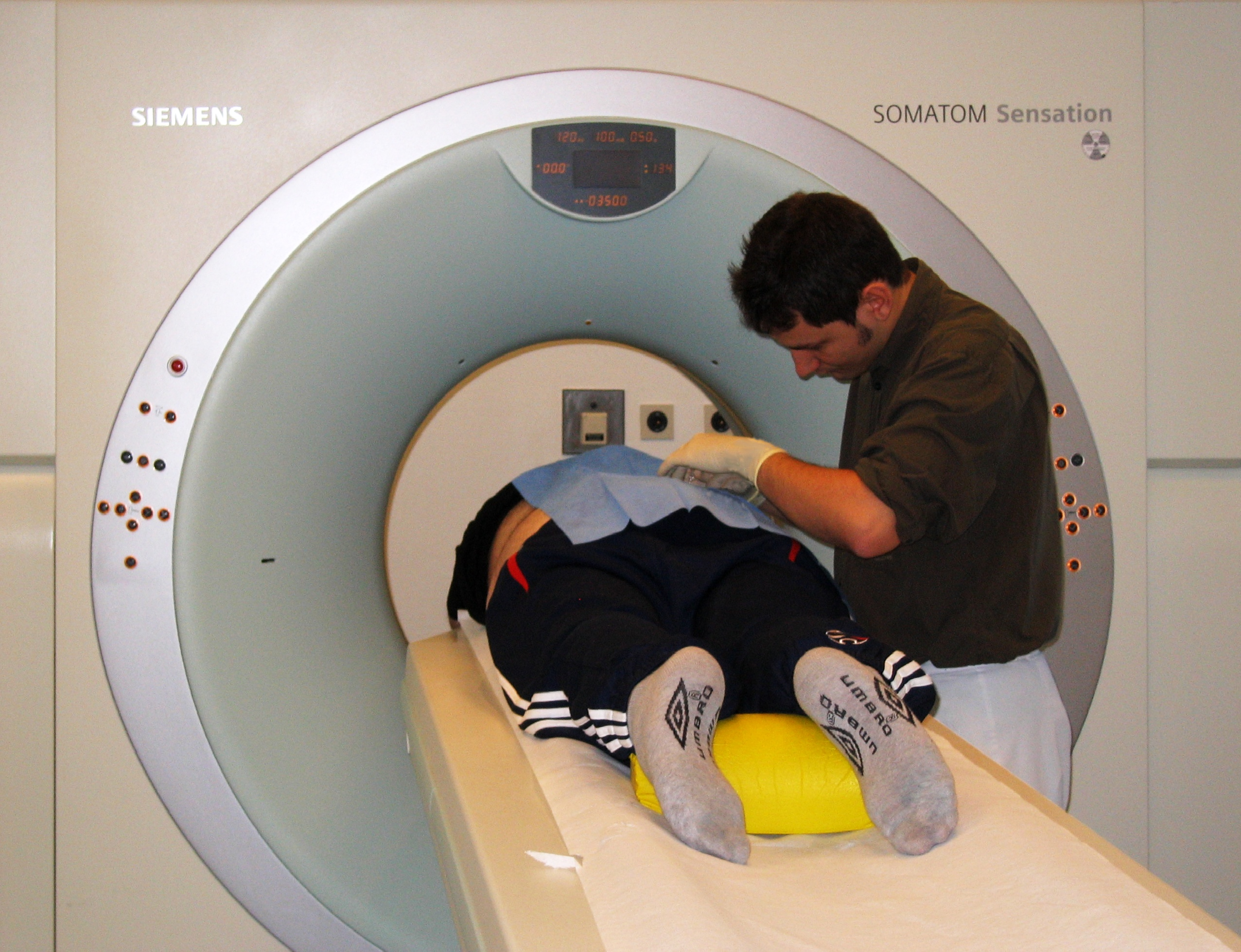
Modern datortomograf.

Datortomografi, oftast förkortat DT alternativt CT (av engelskans computed tomography), även kallad skiktröntgen, är en vidareutveckling av den vanliga röntgenapparaten (slätröntgen). Inom medicinsk diagnostik används datortomografi för att avbilda patienten i tre dimensioner, istället för som vid slätröntgen erhålla en tvådimensionell bild där täthetskillnaderna i projektionsriktningen har överlagrats och därmed inte kan särskiljas. Bortsett från att tekniken ger en anatomisk bild i tre dimensioner bidrar den också till att synliggöra organ och vävnader med låg täthet för röntgenstrålning.
Från år 1995 till år 2005 ökade antalet DT-undersökningar från 340 000 till 650 000 per år i Sverige.
Datortomografi används även inom industrin, bland annat för materialprovning.

## EMI-scanner
Den första kommersiella datortomografen kallades "EMI-scanner". The Beatles skivintäkter gav så stora inkomster att skivbolaget EMI bestämde sig för att satsa en del på vällovliga forskningsprojekt. Den stora idégivaren till principen för datortomografen, Godfrey N. Hounsfield, fick då möjlighet att utveckla sin idé till produkt, vilket gav honom tillsammans med Allan M. Cormack Nobelpriset i fysiologi eller medicin år 1979.

## Principer

Transversella snitt från datortomografi av skallens övre del. Luft avbildas som svart, ben som vitt och gråskalorna motsvarar hjärnan och annan mjukvävnad. En hjärntumör syns som ett mörkare område i bildens övre högra del vilket för patienten motsvarar den främre vänstra hjärnhalvan.

### Datortomografi (DT)
Istället för att sända röntgenstrålning genom kroppen från en enda vinkel, som vid en vanlig slätröntgenundersökning, sänder man ett solfjäderformat strålknippe genom kroppen från flera olika vinklar. Dessa strålar fångas upp av detektorer som registrerar strålarnas intensitet och sänder uppgifterna vidare till en dator för bildbehandling. Med kännedom om vid vilken vinkel som respektive mätdata har insamlats kan man återskapa en tvådimensionell tvärsnittsbild av objektet genom tillämpning av det som matematiskt kallas filtrerad återprojektion. 
Röntgenstrålarna attenueras, det vill säga försvagas, i olika grad beroende på vilken typ av vävnad de passerar igenom. Vävnad med hög densitet försvagar röntgenstrålningens intensitet mer än vävnad med låg densitet. Den information som registreras datorbearbetas och omvandlas till en tvådimensionell bild som visas på en datorskärm. Många tvådimensionella bilder kan i sin tur sammanfogas i datorn till tredimensionella volymer, vilket ger den granskande läkaren möjlighet att fritt rotera den tredimensionella bilden och därigenom se hur den avbildade delen av kroppen ser ut från olika vinklar. 
Som exempel kan man ta en medicinsk datortomograf som skapar 64 snittbilder, med måtten 512 x 512 pixlar, per rotation runt patienten, snurrar cirka två varv per sekund kan därför skapa 64 MB data per sekund. Detta ställer höga krav på datalagringssystem och datanätverk.

### CBCT

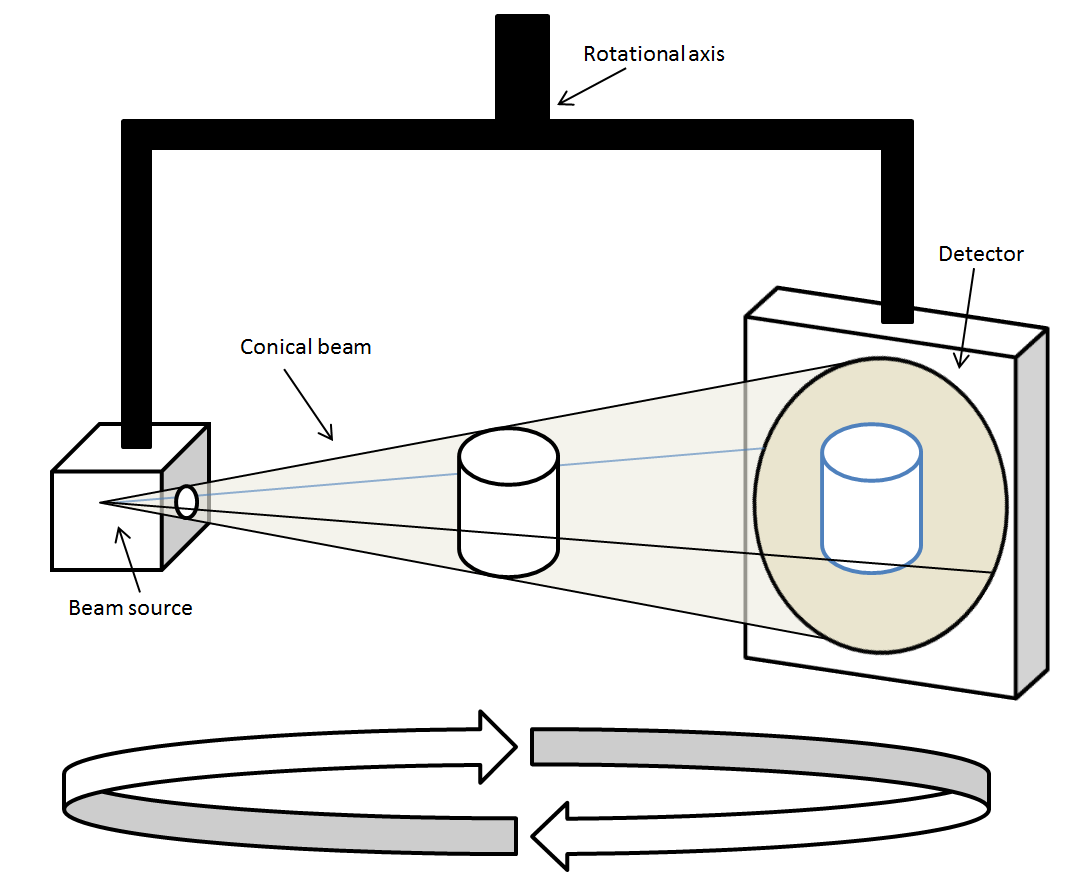
Principen bakom CBCT.

CBCT-tekniken (cone beam computed tomography) bygger på den konventionella tomografi-tekniken men har anpassat beräkningsprinciperna för att hantera ett divergerande konformigt strålfält. Detta erbjuder lägre stråldoser jämfört med traditionell teknik men kan i lägre grad avbilda mjukvävnad.

## Stråldoser
Stråldosen vid en datortomografiundersökning överskrider oftast inte den bakgrundsstrålning varje människa utsätts för under ett år. Läkaren överväger alltid nyttan med att diagnostisera rätt mot risken med strålningen man utsätts för vid en röntgen. Är man sjuk och behöver behandling är oftast nyttan mycket större än risken, vilken då blir försumbar.
Olika undersökningar kräver olika mycket strålning. En vanlig tandröntgenundersökning ger till exempel 0,01 mSv medan en lungröntgenundersökning med CT ger cirka 5 mSv och helkroppsdatortomografi cirka 12 mSv. Detta kan jämföras med hur mycket man får på grund av den årliga bakgrundsstrålningen, 4 mSv i Sverige.

## Lågdosdatortomografi
Generellt ger högre röntgenstråldos upphov till skarpare bilder, vilket är avgörande för att kunna ställa rätt diagnos. Tyvärr ökar hälsoriskerna när stråldosen ökar. Därför måste alltid risken med en hög röntgenstråldos balanseras mot nyttan av att få bilder med hög kvalitet. Det finns metoder för att få ner stråldoserna i samband med en datortomografiundersökning och ändå få bra bildkvalitet. Bland annat kan förbättrade programvaror och beräkningsmatriser möjliggöra en kraftig dosreduktion. Programvaran fungerar som ett filter som tar bort slumpmässigt brus och förstärker konturer. På så vis går det att få en skarp bild samtidigt som det är möjligt att sänka stråldosen med 30–70 procent utan att försämra diagnosen. Det har även utvecklats programvara som är integrerad i datortomografen och bildbehandlar direkt på rådata vilket erbjuder möjlighet att reducera både brus och artefakter i bilden.
Med införandet av den nya spektraltekniken fotonräknande datortomografi fås bilder med mycket god upplösning samtidigt som stråldosen kan reduceras. Detta kommer väl till nytta vid avbildning av gracila strukturer såsom kärl och urinvägar, men även i fall där det är extra angeläget att reducera stråldosen som exempelvis hos unga patienter.